# Лурано
Лура̀но (на италиански: Lurano; на ломбардски: Lörà, Льора) е малкло градче и община в Северна Италия, провинция Бергамо, регион Ломбардия. Разположено е на 147 m надморска височина. Населението на общината е 2832 души (към 2018 г.).